# Leucania consanguis
Leucania consanguis är en fjärilsart som beskrevs av Achille Guenée 1852. Leucania consanguis ingår i släktet Leucania och familjen nattflyn. Inga underarter finns listade i Catalogue of Life.